# Ins Gelobte Land
Ins Gelobte Land (Originaltitel: The Long Way Home, engl. für „Der lange Weg nach Hause“) ist ein US-amerikanischer Dokumentarfilm von Mark Jonathan Harris aus dem Jahr 1997. Der Film schildert die Not jüdischer Flüchtlinge nach dem Zweiten Weltkrieg, als Antisemitismus noch immer vorhanden war und Armut sich breit machte. Die Emigration in das Völkerbundsmandat für Palästina avancierte für viele zum Hoffnungsziel, jedoch landeten die Flüchtlinge wegen der britischen Einwanderungsgesetze meist in Camps in Britisch-Zypern. Aufgrund der Probleme wurde letztendlich der Staat Israel gegründet, wobei im Film insbesondere die Debatten im Weißen Haus zwischen jüdischen Palästinensern, Präsident Harry S. Truman und den Vereinten Nationen thematisiert werden.
Der Film wird aus dem Off von Morgan Freeman kommentiert. Zudem wirken als Sprecher Ed Asner, Sean Astin, Martin Landau, Miriam Margolyes, David Paymer, Nina Siemaszko, Helen Slater und Michael York mit. Ins Gelobte Land gewann bei der Oscarverleihung 1998 den Oscar als bester Dokumentarfilm.